# Balasore
Balasore ou Baleshwar (en odia : ବାଲେଶ୍ବର, Bāleśbar) est une ville d'Inde, dans l'État d'Odisha, à 200 km au Sud-Ouest de Calcutta sur la rive Sud du Boori-Balang.

## Géographie
Balasore est à l'extrémité de la  route nationale 18.

## Histoire
La région de Balasore faisait partie de l'ancien Kalinga devenu plus tard un territoire du Koshala ou Utkal, jusqu'à la mort de Mukunda Dev. Elle fut annexée par les Moghols en 1568 et resta sous leur suzeraineté jusqu'au milieu du xviiie siècle (1750–51). Les Marathes occupèrent alors cette partie de l'Odisha et la région fut placée sous la domination de Raghoji I Bhonsle (en).
La Compagnie britannique des Indes orientales céda la région par le traité dit de Deogaon en 1803 et elle fit alors partie du Bengale jusqu'en 1912. Mais la première installation anglaise dans la zone de Balasore remonte à 1634 tandis que Shâh Jahân était empereur à Delhi. La première manufacture anglaise fut établie dans la région en 1640.
La fondation anglaise de Balasore en 1642 consistait en un précoce port de commerce pour les navires anglais, français et hollandais qui prospéra au début de l'époque des Lumières et qui fit partie de la Compagnie danoise des Indes orientales avant de passer ensuite aux Britanniques.
En 1763 Balasore devint une possession danoise, gouvernée depuis Tranquebar, en tant qu'appartenant à l'Inde danoise. En raison du manque de profondeur de sa baie, cette place commerciale fut néanmoins abandonnée, ne laissant derrière elle qu'une modeste installation.
Balasore fut constituée comme district autonome en octobre 1828 au sein de la Présidence du Bengale. Le 7 novembre 1845, l'ensemble de l'Inde danoise fut vendu aux Britanniques, qui l'intégrèrent au Raj britannique.
La ville possédait autrefois de riches factoreries portugaises, hollandaises et anglaises avant de décliner au milieu du XIXe siècle.